# Яри, Акрам
Акрам Яри (перс. اکرم یاری‎; 1940 — 1 января 1979) — афганский революционер. Главный идеолог маоистского движения в Афганистане. С 1965 г. лидер Прогрессивной молодёжной организации. Акрам Яри был арестован просоветским правительством и убит 1 января 1979.